# Timo Rautiainen & Trio Niskalaukaus
Timo Rautiainen & Trio Niskalaukaus es una banda de heavy metal procedente de Finlandia formada en 1997; lanzan su primer álbum en 1999.

## Miembros
Últimos
- Timo Rautiainen - Voces, Guitarras (1997-2006)
- Jarkko Petosalmi - Guitarras (1998-2006)
- Jari Huttunen - Guitarras (2002-2006)
- Nils Ursin - Bajo (1999-2006)
- Seppo Pohjolainen - 2.ª voz, Batería (1997-2006)
- Karri Rämö - Guitar (1997-2001)
- Arto Alaluusua - Bass (1997-1999)
- Teppo Haapasalo - Guitarras (1997-1998)
- Valtteri Revonkorpi - teclados (1997)

## Discografía
- Lopunajan merkit - 1999
- Itku pitkästä ilosta - 2000
- In frostigen Tälern - 2001
- Rajaportti - 2002
- Kylmä tila - 2004
- Hartes Land - 2004
- Lauluja Suomesta - 2018

### Sencillos
- Rajaton rakkaus - 2000
- Surupuku - 2002
- Elegía - 2002
- Lumessakahlaajat - 2002
- Hyvä ihminen - 2004
- Minun oikeus - 2004

### EP
- Hävetkää! - 1997
- Kuilun partaalla - 2001
- Tiernapojat - 2002

### Videos
- Hyvä päivä - 2000
- Rajaton rakkaus - 2000
- Nyt on mies! - 2001
- Lumessakahlaajat - 2002
- Kylmä tila - 2004
- Pitkän kaavan mukaan - 2017
- Suomi sata vuotta - 2017

### Recopilados
- Hävetkää (Demo) - 1997
- Timo Rautiainen & Trio Niskalaukaus (DVD) - 2003
- Tillinteon Hetki - (2004)